# Battaglia del passo di Kasserine
La battaglia del passo di Kasserine (in tedesco Schlacht am Kasserinpass, in inglese Battle of the Kasserine Pass) si svolse durante la campagna di Tunisia della seconda guerra mondiale. Si trattò dello scontro più importante della breve ma efficace controffensiva effettuata fra il 19 e il 25 febbraio 1943 dalle forze italo-tedesche nella regione della grande dorsale delle montagne dell'Atlante, nella Tunisia centro-occidentale. Le forze dell'Asse impegnate furono elementi del Deutsches Afrikakorps del feldmaresciallo Erwin Rommel (reduci dalla lunga ritirata seguita alla sconfitta di El Alamein), la divisione corazzata italiana "Centauro" e una parte della 5. Panzerarmee (5ª armata corazzata) del generale Hans-Jürgen von Arnim, sbarcata in Nordafrica nel dicembre 1942 per contrastare le forze angloamericane avanzate verso est dopo l'operazione Torch. Da parte Alleata le forze impegnate furono essenzialmente quelle del 2º corpo d'armata dell'esercito statunitense, comandata dal maggior generale Lloyd Fredendall, rafforzate nella seconda fase (dopo la disfatta iniziale) da importanti reparti britannici e francesi.
La battaglia rappresentò uno dei primi scontri su grande scala tra truppe statunitensi e tedesche nella seconda guerra mondiale. Le giovani ed inesperte truppe americane, maldestramente guidate in battaglia dai loro comandanti, furono sconfitte e subirono pesanti perdite; in particolare le forze corazzate americane (dotate di un equipaggiamento abbondante e moderno) mostrarono una netta inferiorità tattica e operativa nei confronti delle più esperte Panzer-Division tedesche. In termini chilometrici la battaglia rappresentò la più grande sconfitta delle forze statunitensi nella seconda guerra mondiale, respinte di 140 km in una sola settimana.
Dopo l'imprevista disfatta, l'esercito statunitense apportò diversi cambiamenti alla sua organizzazione e alle sue tattiche, riorganizzando le singole unità e sostituendo i comandanti. Poche settimane dopo, quando tedeschi e americani si scontrarono di nuovo, questi ultimi dimostrarono un chiaro miglioramento delle loro capacità operative.

## Lo scenario
L'8 novembre 1942, nel corso dell'operazione Torch, le forze statunitensi e britanniche erano sbarcate in diversi punti lungo la costa del Marocco francese e dell'Algeria. Questo sbarco avvenne pochi giorni dopo lo sfondamento ad est del generale Bernard Law Montgomery, in seguito alla vittoriosa offensiva britannica di El Alamein il 4 novembre 1942. Comprendendo i pericoli di un crollo generale delle forze dell'Asse in Africa, Adolf Hitler e gli alti comandi tedesco e italiano decisero l'immediato invio di nuove truppe, giunte dall'Europa per occupare la Tunisia e costituire una solida testa di ponte (in teoria facilmente rifornibile attraverso lo stretto di Sicilia) da cui bloccare l'avanzata Alleata ed eventualmente contrattaccare, in coordinamento con le forze del feldmaresciallo Rommel in ritirata dalla Libia.

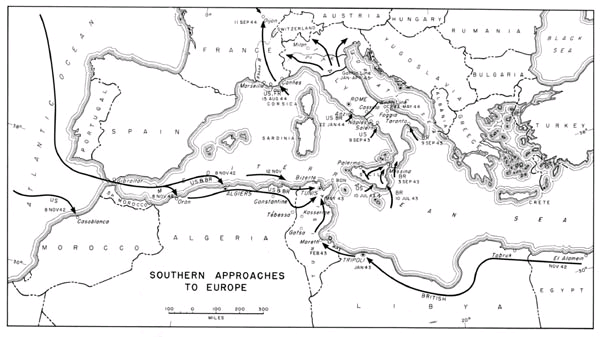
Il teatro del Mediterraneo

Da parte Alleata, dopo i riusciti sbarchi dell'operazione Torch, non si procedette con la necessaria velocità ad avanzare verso la Tunisia per anticipare le forze nemiche; il generale Dwight Eisenhower, comandante in capo delle forze Alleate, impiegò molto tempo in complesse negoziazioni con i comandanti locali della Francia di Vichy mentre solo una limitata parte delle forze angloamericane sbarcate proseguì dall'Algeria verso Tunisi e Biserta nella seconda metà di novembre.
I diversi tentativi di raggiungere Tunisi prima che le truppe tedesche potessero consolidarsi in forze furono inoltre vanificati dalla scarsa coordinazione Alleata, dalle difficoltà dell'aspro terreno montuoso, dal clima piovoso e dall'inesperienza delle truppe americane che furono efficacemente impegnate da piccoli reparti di paracadutisti e genieri tedeschi veterani e molto combattivi che riuscirono nel compito di rallentare la loro avanzata. Infine, dal 1º dicembre, i primi reparti corazzati dell'esperta 10. Panzer-Division (10ª divisione corazzata), in arrivo dalla Francia, contrattaccarono a Tebourba (a circa 30 km da Tunisi) neutralizzando le avanguardie Alleate e stabilizzando il fronte tunisino. Il 24 dicembre i generali Eisenhower e Anderson (comandante della 1ª armata britannica schierata in Tunisia) furono costretti a sospendere le operazioni e passare sulla difensiva in attesa di un rafforzamento e di una riorganizzazione delle loro forze.
Nel mese di gennaio le forze dell'Asse in Tunisia (organizzate in una 5ª armata corazzata guidata dal generale Hans-Jürgen von Arnim, con la 10. Panzer-Division, la 334. Infanterie-Division, un battaglione di carri pesanti, alcuni reggimenti di paracadutisti tedeschi e la divisione di fanteria italiana "Superga") si rafforzarono, consolidarono le loro posizioni e sferrarono contrattacchi locali che ottennero alcuni successi tattici contro le forze anglo-franco-americane permettendo di occupare Gabès, al-Miknassi (o al-Maknassi) e Susa. In questo periodo anche gli Alleati si rafforzarono notevolmente e procedettero a riorganizzare la catena di comando costituendo la 1ª armata britannica al comando del generale Anderson, formata dal 5º corpo britannico a nord (78ª e 46ª divisione fanteria, 6ª divisione corazzata), dal 19º corpo motorizzato francese al centro e dal 2º corpo statunitense a sud tra il passo di Fāʾiḍ e Gafsa (1ª divisione corazzata, 1ª e 34ª divisione fanteria).
In realtà le operazioni Alleate vennero intralciate dagli eccessivi timori dei comandi per una possibile offensiva tedesca in Marocco iniziata dalla Spagna, e quindi, per contrastare questa ipotetica minaccia, venne costituita e schierata in Marocco la 5ª armata statunitense (al comando del generale Mark Clark) che sarebbe rimasta inoperosa in questa regione con la 2ª divisione corazzata e ben tre divisioni di fanteria americane al completo (3ª, 9ª e 45ª divisione fanteria).
Il 23 gennaio 1943 l'8ª armata britannica del generale Montgomery occupò senza combattere Tripoli, abbandonata dalle residue truppe del feldmaresciallo Rommel in ritirata. Il comandante tedesco intendeva bloccare (almeno momentaneamente) l'ulteriore avanzata delle forze britanniche verso il confine meridionale della Tunisia occupando le solide opere difensive, note come linea del Mareth, che i francesi avevano costruito da molti anni in questa regione allo scopo di respingere un possibile attacco italiano proveniente dalla Libia. Con le loro linee protette dalle Montagne dell'Atlante ad ovest e dal Golfo di Sidra ad est, anche le deboli truppe italo-tedesche, solidamente ancorate alla linea del Mareth, avrebbero potuto in teoria sbarrare la strada alle forze britanniche del generale Montgomery, impedendone il ricongiungimento con l'esercito Alleato schierato in Tunisia.

## Inizio dell'offensiva italo-tedesca

### I piani dell'Asse
(Dialogo tra il feldmaresciallo Albert Kesselring e il generale Hans-Jürgen von Arnim durante la riunione del 9 febbraio 1943, prima dell'offensiva tedesca)
In questa fase sorse un chiaro contrasto tra i piani del generale von Arnim, piuttosto scettico sulle reali possibilità delle sue forze e desideroso di limitare eventuali offensive a piccoli risultati tattici nel settore settentrionale del fronte tunisino (da Faïd verso Pichon), e il feldmaresciallo Rommel che in un primo momento ipotizzò una grande manovra offensiva con tutte le forze concentrate contro il 2º corpo americano molto disperso e malamente schierato tra Faïd e Gafsa, sfruttando il rallentamento dell'avanzata di Montgomery verso la solida linea del Mareth. Inizialmente era tuttavia necessario occupare il passo Fāʾiḍ (nella dorsale orientale), tenuto da alcuni reparti franco-americani, che minacciava le linee dell'Asse e faceva temere un'avanzata alleata diretta verso Sfax (come inizialmente ipotizzato dal generale Eisenhower nel cosiddetto piano "Satin").

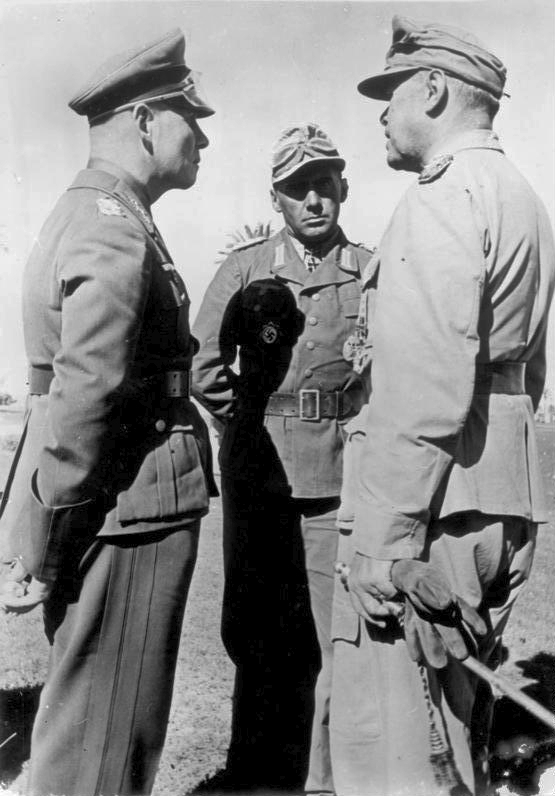
Riunione tra il feldmaresciallo Rommel (a sinistra), il colonnello Bayerlein e il feldmaresciallo Kesselring (a destra)

Per contrastare questa minaccia il generale von Arnim disponeva anche della 21ª divisione corazzata (21. Panzer-Division), proveniente dall'Deutsches Afrikakorps di Rommel che, riequipaggiata con numerosi carri armati ultimo modello, sferrò il 30 gennaio un attacco a sorpresa con i Kampfgruppe Grün e Pfeiffer, contro i difensori francesi a Fāʾiḍ sbaragliandoli facilmente. Il passo cadde in mano dei tedeschi e l'intervento e i contrattacchi del Combat Command B della 1ª divisione corazzata statunitense non riuscirono a sloggiare le forze tedesche anche se permisero di bloccarne momentaneamente l'ulteriore avanzata verso ovest. Dopo tre giorni gli statunitensi sospesero i contrattacchi e le linee vennero arretrate sulle colline. Il Combat Command A assunse la difesa del settore e schierò i suoi reparti, rafforzati da elementi della 34ª divisione fanteria, in una serie di capisaldi mal collegati tra loro, con ricognizioni inadeguate e campi di mine insufficienti.

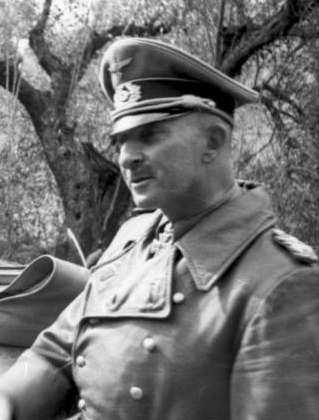
Il generale Hans-Jürgen von Arnim, comandante della 5. Panzerarmee sul fronte tunisino

A questo punto gran parte della Tunisia era in mano tedesca, e le vie di accesso alle piane costiere erano tutte solidamente bloccate. Gli Alleati controllavano ancora l'interno della catena della dorsale occidentale dell'Atlante, ma la cosa era strategicamente poco significativa, dato che gli sbocchi verso est erano tutti sbarrati dalle forze dell'Asse. Nelle due settimane successive, Rommel, von Arnim e Kesselring (comandante supremo tedesco del teatro Mediterraneo), discussero sulle possibili opzioni operative. Il 12 febbraio le forze italo-tedesche provenienti dalla Libia terminarono felicemente la loro estenuante ritirata occupando saldamente la linea del Mareth, mentre il 9 febbraio, Kesselring, Rommel e von Arnim s'incontrarono e decisero infine di raggruppare la maggior parte degli elementi mobili per sferrare un attacco di sorpresa al 2º corpo d'armata americano. In realtà von Arnim, sempre desideroso di attaccare a Pichon e ad al-Faḥṣ (in francese Pont du Fachs), trattenne una parte della 10. Panzer-Division e del battaglione corazzato pesante dotato di carri Tiger a nord e inviò a sud, per l'offensiva concordata con Rommel, solo un battaglione corazzato della stessa 10. Panzer-Division al comando del capitano Helmut Hudel, rinforzato da soli quattro Panzer VI.
La manovra ideata dal comando tedesco (in accordo, almeno inizialmente, tra Kesselring, von Arnim e Rommel) prevedeva un attacco su due direttrici: una massa principale, al comando del vice di von Arnim (generale Heinz Ziegler) e costituita con una parte della 10. Panzer-Division e della 21. Panzer-Division, rinforzati da alcuni Tiger (circa 200 panzer in totale), sarebbe sbucata fulmineamente dal passo di Fāʾiḍ e avrebbe attaccato la 1ª divisione corazzata americana malamente schierata a ovest del passo; mentre Rommel avrebbe preso di persona la guida di un secondo raggruppamento, costituito da parte della 15. Panzer-Division (26 carri armati) e della divisione corazzata italiana "Centauro" (23 carri), puntando su Gafsa. In una seconda fase le due colonne si sarebbero ricongiunte per dirigersi, a seconda delle circostanze, sugli importanti passi della grande dorsale dell'Atlante di Kasserine e Sbeitla; nella riunione del 9 febbraio Kesselring ipotizzò anche ambiziosi obiettivi a grande distanza come Tébessa e il porto di Bona. Era la cosiddetta operazione Fruhlingswind ("vento di primavera"), che avrebbe inferto una clamorosa sconfitta al 2º corpo d'armata americano e provocato una grossa crisi nel comando Alleato in Nordafrica.

### Sidi Bou Zid

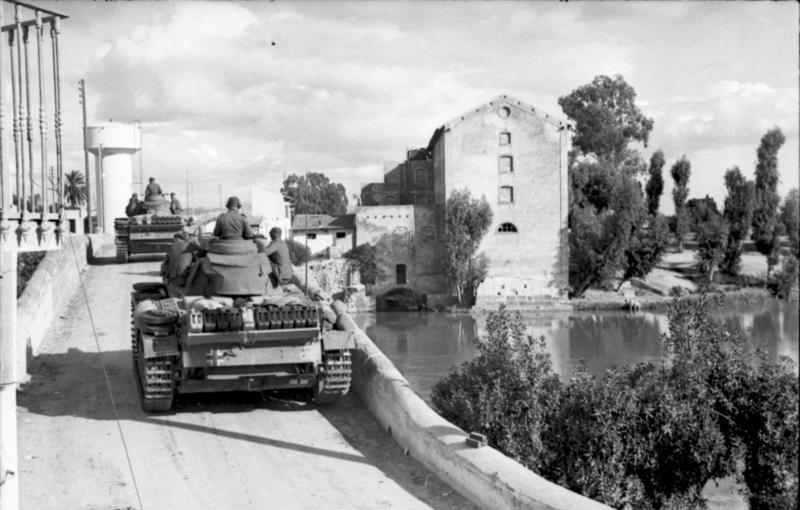
Le Panzer-Division in marcia

Il 14 febbraio la 10. Panzer-Division (Kampfgruppe Reimann e Gerhardt, con 110 carri armati) e la 21. Panzer-Division (Kampfgruppe Schütte e Stenkhoff, 90 carri) attaccarono di sorpresa a tenaglia da nord e da sud gli elementi corazzati americani posizionati a Sidi Bou Zid (Combat Command A del colonnello McQuillin), circa 16 km da Faïd nella piana interna dell'Atlante. Colti totalmente di sorpresa (a causa di insufficienti ricognizioni e di un sentimento di tranquilla noncuranza) le forze corazzate americane (che disponevano di oltre 300 carri armati in totale e di mezzi moderni) vennero impiegate in modo frammentario e, nonostante una valorosa resistenza, subirono una completa sconfitta con gravi perdite (almeno due battaglioni vennero distrutti dall'attacco convergente dei carri armati tedeschi della 10. Panzer-Division guidati dal capitano Helmut Hudel), mentre numerosi reparti di fanteria vennero accerchiati dalle due divisioni corazzate tedesche e costretti alla resa.
Il giorno successivo, il comando della 1ª divisione corazzata americana (generale Orlando Ward) e del 2º corpo d'armata (generale Fredendall), completamente all'oscuro dell'entità della sconfitta e del pericoloso schieramento tedesco, ordinarono un immediato contrattacco del Combat Command C (colonnello Stack) della 1ª divisione corazzata. Fu un disastro ancora peggiore: i carri armati americani caricarono allo scoperto contro le presunte posizioni del nemico (senza preventiva ricognizione). Avendo sollevato nugoli di polvere (a causa dell'avvicinamento a tutta velocità) i carri armati M4 Sherman vennero facilmente individuati dalle Panzer-Division tedesche che si posizionarono accuratamente sui fianchi delle colonne americane, organizzando una Panzerwarte - imboscata di carri. Gli esperti equipaggi dei panzer tedeschi iniziarono un vero tiro al bersaglio da tre direzioni; le perdite americane furono pesantissime, un battaglione corazzato venne praticamente accerchiato e distrutto dal fuoco convergente dei carri armati tedeschi. Scamparono solo pochissimi mezzi.

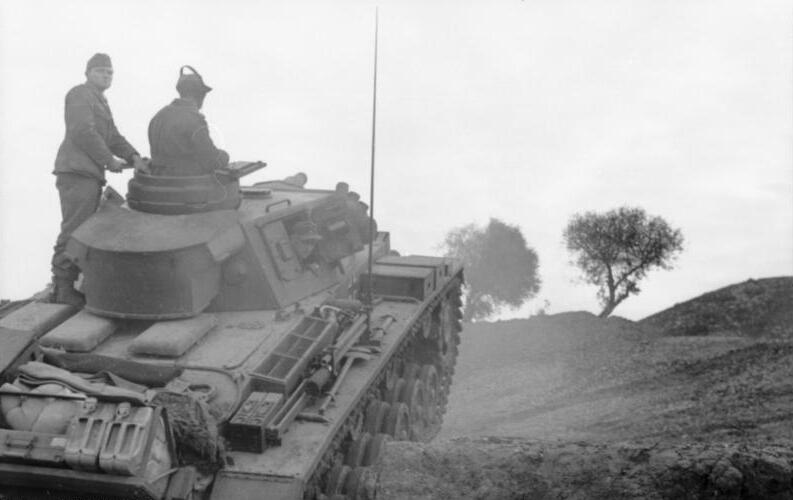
Panzer III Ausf. N in movimento nei pressi del confine con l'Algeria

Nei due giorni di Sidi Bou Zid gli americani persero oltre 100 carri armati e i tedeschi (al prezzo di pochissimi panzer perduti) inflissero una sconfitta clamorosa all'unità più potente e moderna dell'esercito americano, mostrando una netta superiorità di tattiche e metodi operativi e la consueta esperienza e abilità delle forze corazzate. Le notizie della disfatta avrebbero provocato amari commenti anche da parte di Eisenhower e Roosevelt.
La pesante sconfitta costrinse il generale Fredendall a ripiegare precipitosamente verso Sbeitla e ad abbandonare Gafsa senza combattere, permettendo al secondo raggruppamento tedesco (Kampfgruppe Liebenstein), guidato personalmente dal feldmaresciallo Rommel, di avanzare praticamente senza incontrare resistenza (cosiddetta operazione Morgenluft, "brezza del mattino"). Le forze dell'Afrika Korps al comando di Rommel, dopo essere entrate a Gafsa, proseguirono velocemente occupando Feriana e il 17 febbraio l'importante aeroporto di Thélepte (abbandonato precipitosamente dagli americani) avvicinandosi ai passi della dorsale occidentale dell'Atlante.
Il 17 febbraio le truppe corazzate tedesche (21. Panzer-Division) del generale von Arnim conquistarono anche Sbeitla, dopo aver respinto le forze americane del Combat Command B (ultimi reparti della 1ª divisione corazzata americana ancora efficienti) che cercavano tenacemente di rallentare l'avanzata nemica. I generali von Arnim e Ziegler sfruttarono con cautela la clamorosa vittoria a Sidi Bou Zid (nonostante gli incitamenti e le lamentele del feldmaresciallo Rommel) e, dubbiosi sulla possibilità di grandi manovre offensive strategiche, avrebbero preferito proseguire con una prudente avanzata verso nord in direzione di Fondouk e Pichon, su cui diressero la 10. Panzer-Division, mentre la 21. Panzer-Division rimase a Sbeitla.
Nel frattempo, in grave difficoltà, le forze statunitensi si ritirarono ulteriormente fino a stabilire, con l'aiuto di importanti forze britanniche e francesi affluite in fretta per sostenere gli americani su ordine del generale Anderson, nuove linee sui passi di Sbiba e Kasserine, all'estremità occidentale dell'Atlante. Fino a quel momento le forze statunitensi avevano perso 2546 uomini, 103 carri armati, 280 veicoli, 18 cannoni da campo, 3 cannoni anticarro e un'intera batteria contraerea.

## Passo di Kasserine
(Dialogo tra i feldmarescialli Rommel e Kesselring sul campo di battaglia di
Kasserine, dopo i combattimenti)

### Fasi iniziali dell'operazioneSturmflut
Di fronte alla facile vittoria e alla gravità del cedimento delle forze americane, il feldmaresciallo Rommel diede segno di un certo ottimismo e propose quindi a Kesselring di proseguire audacemente l'offensiva ampliandone gli obiettivi e puntando a ottenere un successo di portata strategica forzando immediatamente i passi della dorsale occidentale e dirigendo quindi, con tutte le forze corazzate concentrate sotto il suo comando, su Tébessa e quindi sul porto di Bona, sulla costa algerina, accerchiando tutto il raggruppamento Alleato schierato nella Tunisia settentrionale. Kesselring sembrò condividere l'ottimismo e i piani di Rommel, al contrario dello scettico von Arnim che aveva già dirottato il grosso della 10. Panzer-Division a nord verso Fondouk

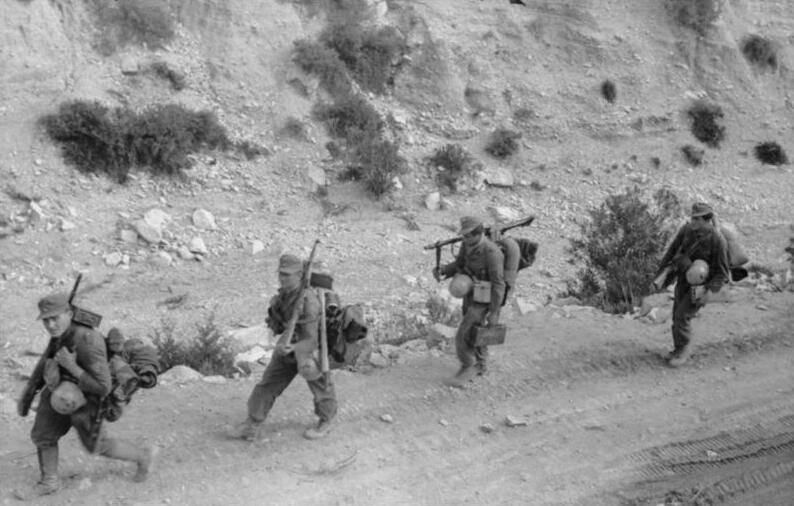
Soldati tedeschi in marcia nell'aspro terreno roccioso delle dorsali dell'Atlante

Infine, dopo ulteriori discussioni e dopo aver ottenuto l'assenso del comando supremo italiano a Roma e dello stesso Mussolini, la notte del 18-19 febbraio il progetto di Rommel venne in parte approvato (anziché puntare su Tébessa infatti gli fu ordinato di piegare di un centinaio di chilometri a nord di Kasserine, a Le Kef, dove le strade erano migliori e le probabilità di accerchiare la 1ª armata britannica di Anderson maggiori) e von Arnim ricevette l'ordine di inviare al feldmaresciallo sia la 21. sia la 10. Panzer-Division (quest'ultima precipitosamente richiamata da Fondouk); le divisioni corazzate raggruppate avrebbero quindi attaccato i passi di Sbiba e Kasserine per proseguire l'avanzata verso Thala e Le Kef. La manovra su Tébessa, ritenuta troppo ambiziosa, venne per il momento accantonata, nonostante le proteste di Rommel (ed in parte anche di Kesselring), dubbioso sul risultato di un attacco troppo limitato verso nord.
La cosiddetta operazione Sturmflut (mareggiata, inondazione) disperdeva in parte le forze mobili disponibili con un attacco contemporaneo sia a Sbiba (da parte della 21. Panzer-Division del generale Hans-Georg Hildebrandt), sia a Kasserine (da parte dei reparti dell'Afrika Korps, il Kampfgruppe Liebenstein, passato al comando del generale Karl Bülowius dopo il ferimento di Liebenstein), sia a Dernaia (da parte degli elementi corazzati della divisione italiana "Centauro"). La 10. Panzer-Division (generale Friedrich von Broich), dopo aver raggiunto il teatro della battaglia, sarebbe stata impegnata nel punto decisivo per sfruttare l'eventuale successo.

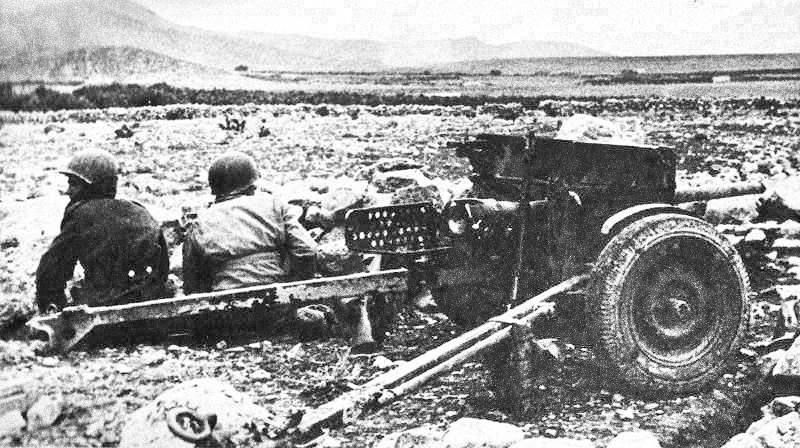
Cannone americano presso il passo di Kasserine

In questa fase tra i comandi tedeschi si evidenziò una certa confusione: Kesselring visitò la Tunisia il 19 febbraio per ottenere la collaborazione di von Arnim all'attacco di Rommel; egli incontrò i due comandanti tedeschi sul campo, e sembrò convincere il primo a cooperare, rilasciando la 10. Panzer-Division. Tuttavia Kesselring non chiarì con il feldmaresciallo gli obiettivi precisi dell'operazione, mentre Rommel ipotizzò un attacco principale su Sbiba, considerando in un primo momento la manovra su Kasserine come secondaria e diretta principalmente a coprire il fianco delle forze principali contro possibili minacce Alleate provenienti da Tébessa.

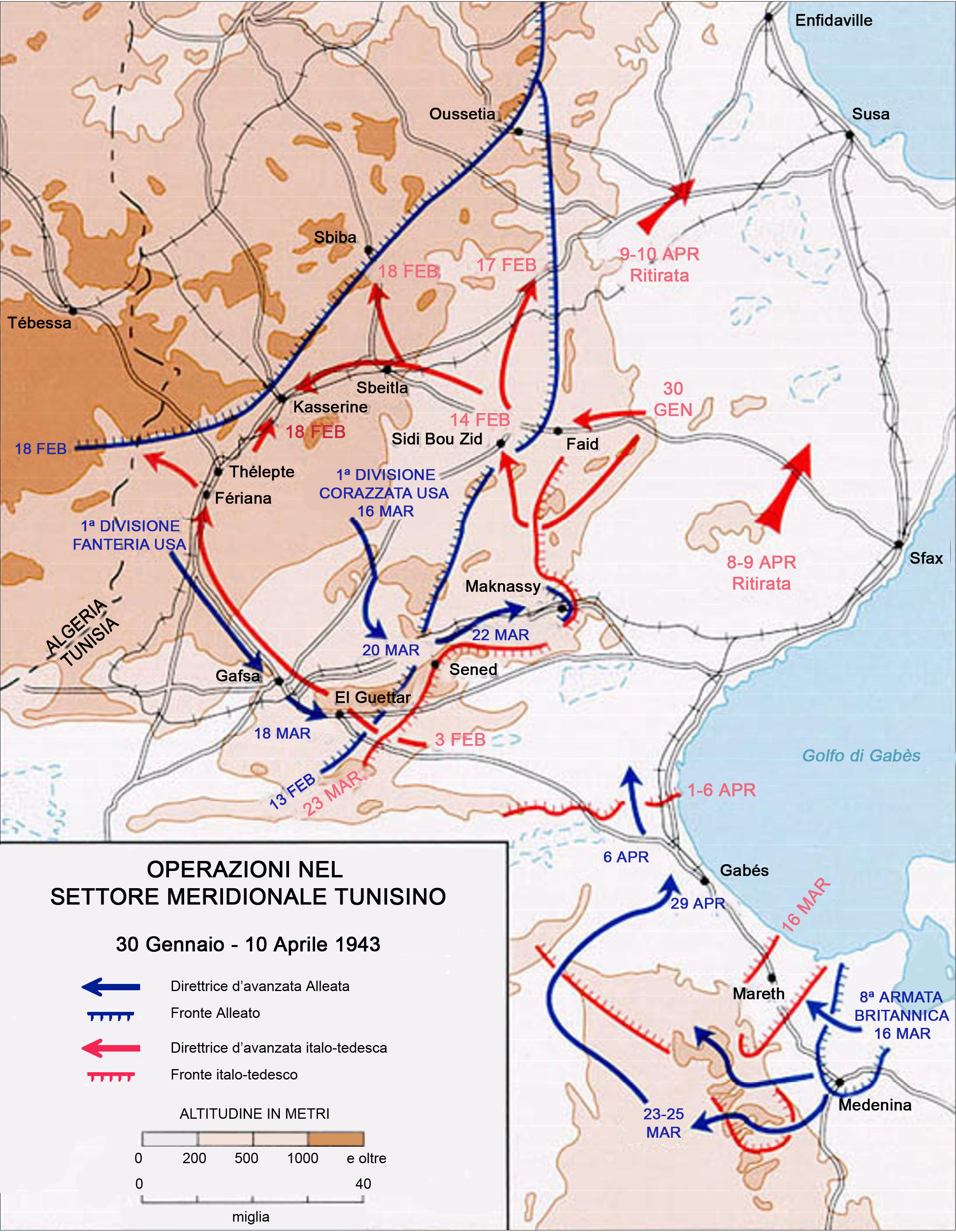
Carta delle operazioni in Tunisia con le direttrici dell'offensiva italo-tedesca di Kasserine e dell'attacco del generale Montgomery a marzo sulla linea del Mareth

Nei comandi Alleati la serie di dure sconfitte e il cedimento delle forze americane provocò grande sconcerto e notevole preoccupazione; Eisenhower manifestò il suo disappunto, mentre il generale Anderson colse l'occasione per sottolineare l'apparente incapacità operativa delle ben equipaggiate ma inesperte forze statunitensi. Dopo alcuni contrasti sulle decisioni da prendere, gli Alleati cercarono frettolosamente di organizzare la difesa dei passi della dorsale occidentale con l'afflusso di importanti rinforzi britannici, francesi e americani. Escludendo i resti della 1ª divisione corazzata sconfitta a Sidi Bou Zid posizionati a sud di Tébessa a protezione dei depositi di rifornimenti, la concentrazione principale venne effettuata al passo di Sbiba, dove furono raggruppati il 19º corpo d'armata francese e la 34ª divisione fanteria americana, rinforzate dalla presenza nelle vicinanze del grosso della 6ª divisione corazzata britannica (la cui 26ª brigata corazzata era posizionata a Thala). Anche gli accessi meridionali a Tébessa erano solidamente presidiati dalla divisione francese di Costantina e dal Combat Command B della 1ª divisione corazzata americana schierati a Bou Chebka, mentre rimaneva più debolmente difeso proprio il passo di Kasserine, inizialmente occupato solo dai 1200 soldati, peraltro privi di un completo addestramento al tiro, del 19º reggimento del genio americano.

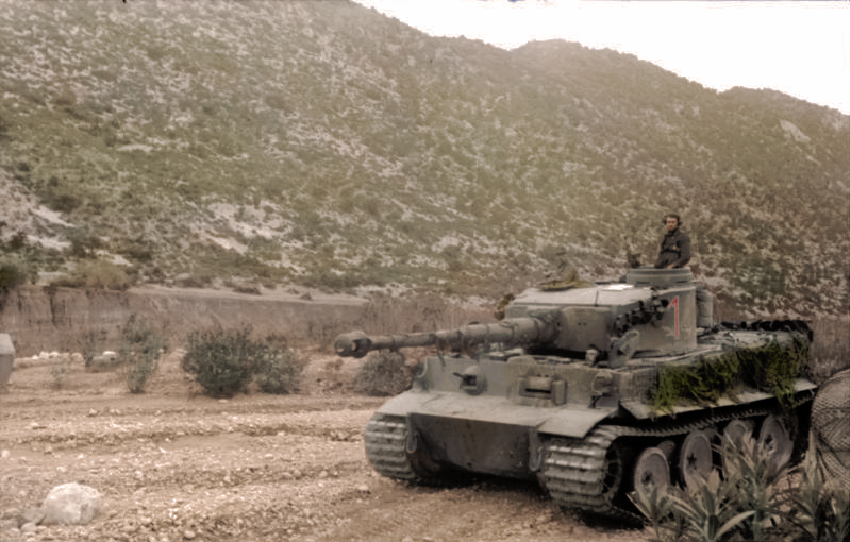
Tiger I dello Schwere Panzerabteilung 504 durante la battaglia del passo di Kasserine

Prima dell'attacco tedesco, il generale Fredendall, preoccupato per la scarsa esperienza di combattimenti difensivi di queste truppe, inviò al passo di Kasserine un battaglione del 26º reggimento fanteria della 1ª divisione fanteria americana con una compagnia di carri medi del 13º reggimento corazzato (Combat Command B), un battaglione di tank-destroyer (cacciacarri) e vari reparti di artiglieria campale americana e francese, portando così la forza di Kasserine a 2000 unità. Il generale Fredendall diede il comando di queste forze eterogenee, giunte al passo di Kasserine in contemporanea ai tedeschi dopo una marcia notturna di dodici ore, al colonnello Alexander Stark, comandante del 26º reggimento fanteria, dopo averlo sollecitato enfaticamente a organizzare una difesa invalicabile della importante posizione. Il passo di Kasserine, intersecato dal letto del fiume Hatab, misurava nel suo punto più stretto solo 800 metri ed era attraversato da una strada che all'uscita del valico si divideva in due parti dirette a Tébessa e a Thala; questa strada è sovrastata a ovest dal monte Chambi, il più alto della Tunisia con i suoi 1520 metri, e ad est dal monte Semmama che si eleva 1335 m. sopra il terreno. I genieri avevano provveduto dalla sera del 17 febbraio a organizzare l'angusta posizione, ma i monti erano scarsamente difesi e le truppe ammassate sul fondo del passo, con mitragliatrici, mine e filo spinato non adeguatamente posizionate.
La nuova offensiva del feldmaresciallo Rommel ebbe inizio alle 4:50 del 19 febbraio, e inizialmente non ottenne grandi successi: la 21. Panzer-Division (ridotta a due deboli battaglioni di fanteria e solo 40 carri armati) avanzò troppo lentamente verso Sbiba, e ben presto incappò nella dura resistenza delle forze Alleate, molto superiori di numero (11 battaglioni di fanteria), non riuscendo a conquistare il passo ma venendo al contrario respinta. Il primo mattino i reparti dell'Afrika Korps (due battaglioni di fanteria e un battaglione corazzato al comando del generale Bülowius) invece raggiunsero il passo di Kasserine; il 33º battaglione da ricognizione tentò un attacco di sorpresa ma le difese Alleate erano già schierate e il fuoco nemico fece fallire questo primo tentativo.
Alle ore 9:30, dopo un tentativo d'impossessarsi del passo scattato all'alba ma vanificato dai cannoni da 75 mm francesi, passò all'attacco il famoso Panzergrenadier-Regiment Afrika del colonnello Menton che a sua volta ebbe grande difficoltà ad avanzare sull'aspro terreno roccioso battuto dall'artiglieria franco-americana. A mezzogiorno neppure un primo intervento dei carri armati del Panzer-Regiment 8 appartenente alla 15. Panzer-Division ottenne risultati decisivi e la battaglia si prolungò durante la notte, mentre i granatieri tedeschi cercavano d'infiltrarsi sulle colline per aggirare le posizioni Alleate che nel frattempo erano state rinforzate dalla banda reggimentale del genio, da tre compagnie del 39º reggimento fanteria e da un plotone corazzato. Il 19 febbraio si concluse con un sostanziale fallimento per le forze dell'Asse, ma i difensori americani alla fine della giornata cominciarono a dare segni di cedimento di fronte alle infiltrazioni tedesche. Rommel decise quindi d'insistere e richiamò tutte le sue forze sul passo di Kasserine per effettuare un nuovo attacco decisivo con l'aiuto della 10. Panzer-Division e delle truppe italiane della 131ª Divisione corazzata "Centauro", di cui era previsto l'imminente arrivo.

### Crollo delle difese alleate

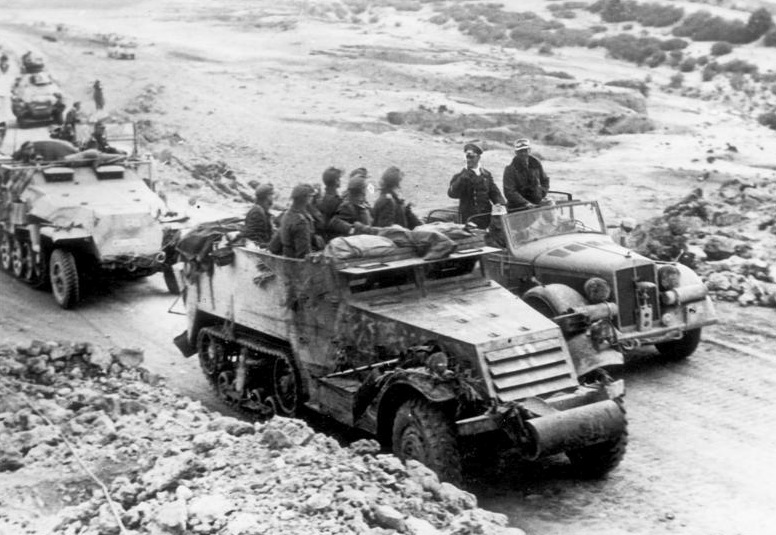
Il feldmaresciallo Rommel e il colonnello Bayerlein guidano la carica delle forze motorizzate tedesche su Kasserine

La situazione delle forze americane schierate sul passo stava divenendo precaria, e il generale Charles A.L. Dunphie (comandante della 26ª brigata corazzata britannica), che fece visita nella serata del 19 febbraio al colonnello Stark, rilevò un certo scadimento del morale e riconobbe la pericolosità delle infiltrazioni tedesche sulle colline. Allarmato dal rapporto di Dumphie, il generale Anderson inviò quindi altri rinforzi: la Gore force (uno squadrone britannico costituito da undici carri armati con una compagnia di fanteria e una batteria di cannoni campali al comando del tenente colonnello A. Gore) si posizionò lungo la strada che conduceva dal passo di Kasserine a Thala, pronto a intervenire nel caso di un cedimento delle difese, mentre durante la serata e la notte affluirono ancora un battaglione meccanizzato americano (il III/6º della 1ª divisione corazzata), un battaglione di fanteria della 9ª divisione fanteria statunitense (che si stava trasferendo dal Marocco sul fronte tunisino) e un altro reparto di tank-destroyer.
Durante la notte i granatieri tedeschi continuarono a infiltrarsi sulle colline, conquistarono alcune posizioni, circondando su quota 700 una compagnia americana e superando le difese dei genieri statunitensi sulla riva settentrionale del fiume Hatab. Durante la giornata gli americani, nonostante la solida resistenza, avevano subito pesanti perdite, due batterie di artiglieria si erano ritirate senza ordini, lasciando solo il reparto di cannoni francese da 75 mm, e il generale Fredendall mise in allarme anche il Combat Command B che copriva la strada per Tébessa.
Il feldmaresciallo Rommel arrivò a Kasserine nella mattinata del 20 febbraio e manifestò disappunto per il fallimento del generale Bülowius del giorno prima; avvertito che anche la 21. Panzer-Division era stata duramente respinta a Sbiba, decise di insistere sul passo con tutte le forze concentrate (era in arrivo la 10. Panzer-Division, priva però dei suoi carri Tiger) iniziando subito un nuovo attacco che venne preceduto da un efficace fuoco di artiglieria pesante e di lanciarazzi Nebelwerfer del 71º reggimento. L'attacco italo-tedesco si sviluppò dal mattino in una fredda giornata di pioggia dell'inverno africano; il Panzergrenadier-Regiment Afrika riprese l'offensiva rinforzato dal 5º Reggimento bersaglieri italiano che si distinse per lo slancio dimostrato durante l'assalto al monte Semmama. Nell'aspra battaglia si distinsero anche i bersaglieri del 7º Reggimento, impegnati in violenti scontri ravvicinati contro le truppe alleate: il colonnello Luigi Bonfatti, comandante del reggimento, cadde in combattimento.

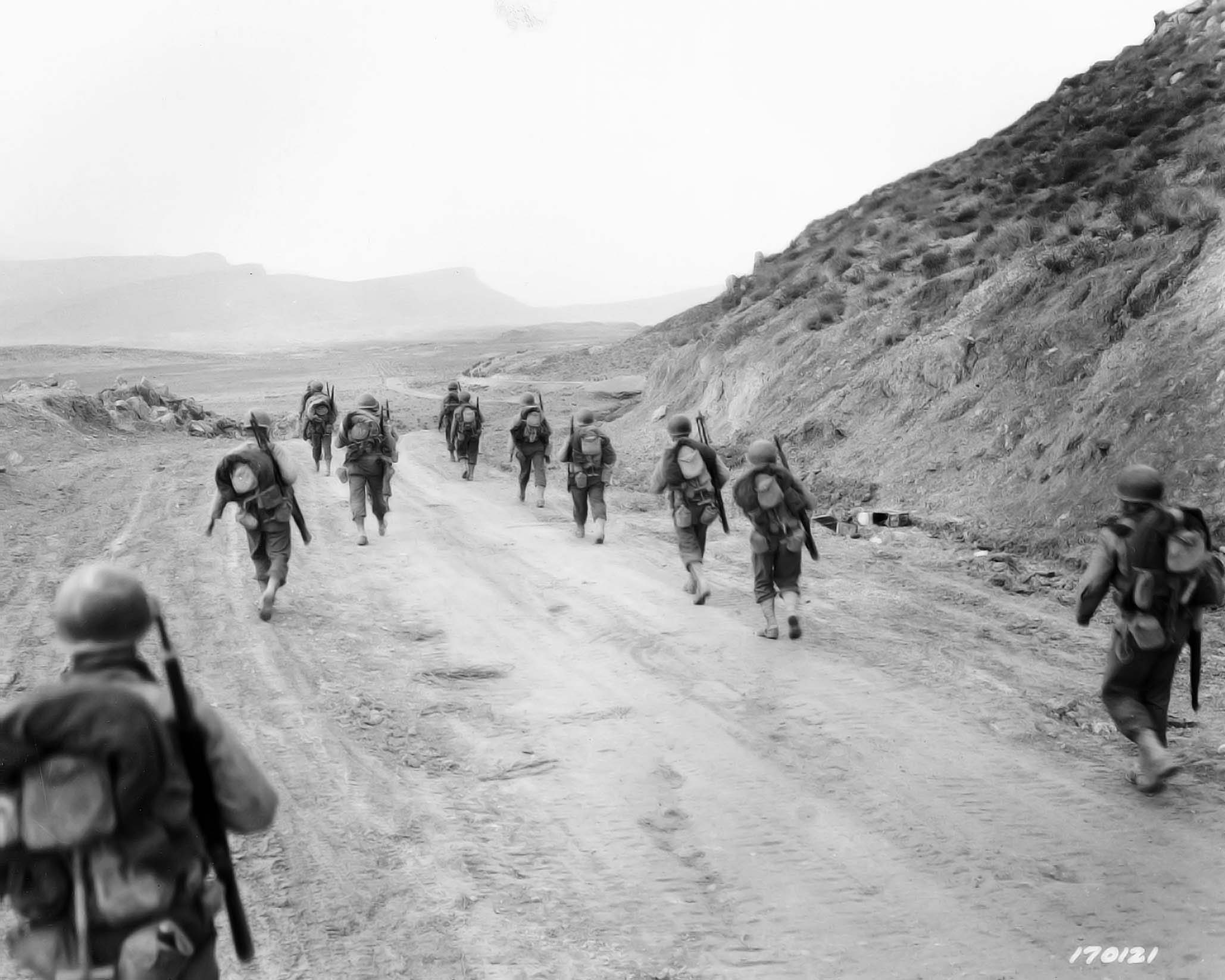
Truppe americane al passo di Kasserine

La resistenza delle rinforzate forze Alleate fu tenace, e solo nel pomeriggio arrivarono gli attesi reparti della 10. Panzer-Division (un battaglione di carri armati, due battaglioni di panzergrenadier e un reparto di motociclisti). Alle 16:30 Rommel sferrò l'attacco finale, preceduto da un nuovo sbarramento di artiglieria; i mezzi corazzati avanzarono nel passo, mentre i granatieri e i bersaglieri fecero continui progressi lungo le colline; i reparti americani cedettero e iniziarono a ripiegare nella confusione, permettendo ai reparti mobili della 10. Panzer-Division di proseguire lungo la strada di Thala Solo l'intervento della Gore force permise di trattenere momentaneamente le forze tedesche; i reparti corazzati britannici si batterono bene e vennero infine superati dall'efficace intervento del battaglione corazzato della 15. Panzer-Division (il I battaglione del Panzer-Regiment 8 guidato dal maggiore Hans-Günther Stotten) che distrusse tutti i carri britannici e i cinque residui cacciacarri americani schierati accanto alla Gore force.
Nella serata le difese Alleate a Kasserine erano ormai crollate, lasciando oltre 2400 prigionieri nelle mani degli italo-tedeschi, tutti i carri americani e i cacciacarri erano stati distrutti, il Panzerbattalion tedesco della 15. Panzer-Division distrusse 22 mezzi corazzati nemici e catturò 30 semicingolati. Mentre i carri della 10. Panzer-Division avanzarono verso Thala, Rommel ispezionò personalmente il campo di battaglia di Kasserine e inviò lungo la strada per Tébessa, difesa al momento solo dalla batteria di artiglieria francese, il battaglione carri della divisione corazzata italiana "Centauro". Sul Semmama rimasero accerchiati i resti di due battaglioni meccanizzati americani che vennero catturati, perdendo tutti i loro autoveicoli che caddero intatti nelle mani dei panzergrenadier della 10. Panzer-Division.
Dopo aver sfondato le difese del passo, il feldmaresciallo Rommel inviò parte delle sue forze lungo la strada di Thala e parte verso quella per Tébessa; apparentemente indeciso sulla migliore direzione in cui sfruttare il successo.  Dopo consultazioni con Kesselring, che il 20 e il 21 febbraio si trattenne in Tunisia per cercare di coordinare l'offensiva e di spingere von Arnim ad attaccare a sua volta verso Pichon, Rommel mantenne divisi i due gruppi (separati anche dal corso del fiume Hatab il cui ponte principale era stato distrutto dai genieri americani) e rimase con il gruppo principale della 10. Panzer-Division del generale von Broich in marcia con circa 30 carri armati, 20 semoventi e due battaglioni motorizzati sulla più settentrionale delle due strade, verso Thala e Le Kef, mentre una più debole forza mista italo-tedesca al comando del generale Bülowius prese la strada più a sud verso Haïdra e Tébessa.

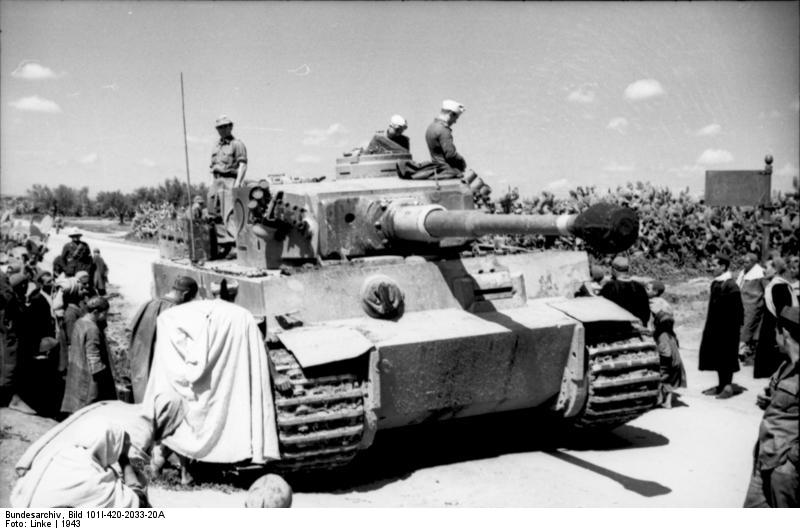
Carro pesante Tiger tedesco dello Schwere Panzerabteilung 504 (504º battaglione corazzato pesante) in Tunisia

Il crollo delle difese a Kasserine provocò nuovi contrasti e preoccupazioni nei comandi Alleati; il generale Anderson scavalcò le disposizioni di Fredendall (apparentemente desideroso di ripiegare ulteriormente) e costituì il comando improvvisato della cosiddetta Nick force (al comando del generale britannico Cameron G.G. Nicholson) affidandogli la difesa di Thala con la 26ª brigata corazzata del generale Dumphie rafforzata da elementi francesi e dai reparti in arrivo della 9ª divisione di fanteria americana, precipitosamente richiamata dal Marocco, la cui artiglieria, forte di 48 cannoni e 2200 soldati al comando del brigadier generale Stafford LeRoy Irwin, venne schierata per difendere Thala.
A Sbiba la 1ª brigata delle guardie britannica e i reparti della 1ª e della 34ª divisione fanteria americane continuavano a resistere saldamente sulla posizione bloccando la 21. Panzer-Division, mentre il generale Fredendall mantenne il comando delle difese sulla strada di Tébessa, affidate al Combat Command B della 1ª divisione corazzata americana e ad altri reparti francesi e alla 1ª divisione fanteria, affidando il comando tattico sul campo al generale Paul Robinett. Già il pomeriggio del 21 febbraio si accesero gli scontri lungo la strada di Thala su cui avanzavano i mezzi corazzati della 10. Panzer-Division.

### Fine dell'offensiva italo-tedesca
In realtà il feldmaresciallo Rommel, prevedendo un possibile contrattacco Alleato, si trattenne sulle posizioni raggiunte il mattino del 21 febbraio, perdendo quindi tempo prezioso e consentendo al nemico di consolidare e rafforzare il proprio schieramento; non materializzandosi alcun contrattacco Alleato, Rommel riprese la marcia in avanti con in testa la 10. Panzer-Division che avanzò nel pomeriggio lungo la strada di Thala, respingendo metodicamente le forze britanniche del generale Dumphie (26ª brigata corazzata). Al crepuscolo un'audace incursione dei pochi panzer della 10. Panzer-Division sembrò provocare il crollo delle difese a Thala: con un trucco i carri armati tedeschi penetrarono di sorpresa nelle posizioni principali britanniche tenute dal 2º battaglione del Royal Leicestershire Regiment colpendo numerosi carri e automezzi Alleati e creando scompiglio tra le linee.

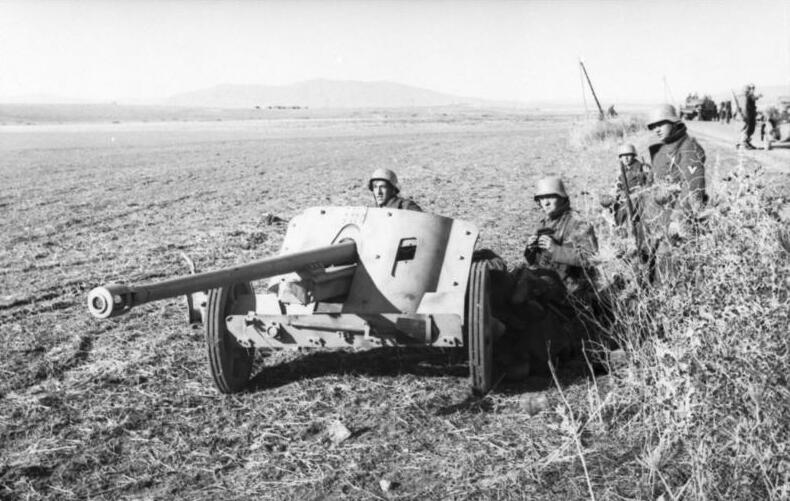
Cannone anticarro tedesco da 50 mm in Tunisia

In netta superiorità numerica, i reparti britannici riuscirono infine a respingere l'attacco e a salvaguardare la posizione di Thala, ma subirono pesanti perdite: oltre 40 mezzi corazzati furono distrutti dai panzer della 10. Panzer-Division, tra cui un intero squadrone finito per errore in mezzo alle colonne corazzate tedesche. Da parte loro le truppe dell'Asse persero solo una decina di mezzi ma non poterono proseguire in avanti, sottoposti anche all'efficace fuoco della potente artiglieria della 9ª divisione di fanteria americana.

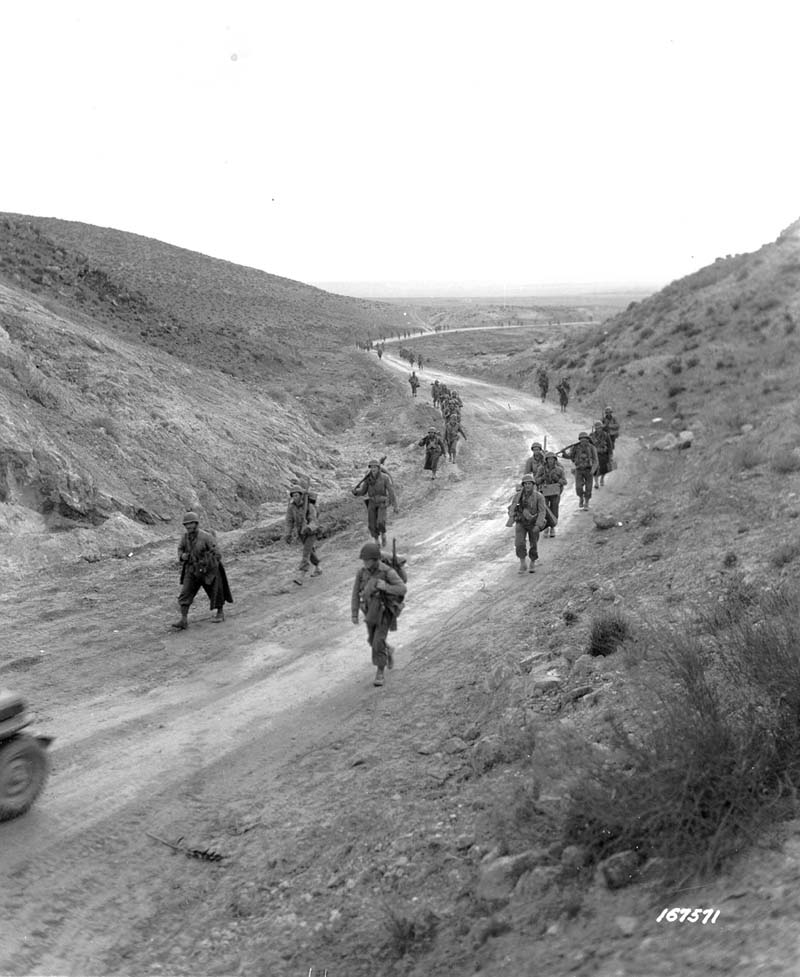
Le truppe statunitensi marciano attraverso il passo di Kasserine il 25 febbraio, dopo il ripiegamento italo-tedesco

Gli sviluppi della situazione lungo la strada di Tébessa, dove avanzavano i reparti dell'Afrika Korps del generale Bülowius a protezione del fianco sinistro di Rommel, furono più sfavorevoli alle forze italo-tedesche: in questo settore la superiorità numerica e materiale Alleata era molto forte e l'artiglieria della 1ª divisione di fanteria americana (agli ordini di Clift Andrus) colpì duramente le colonne in marcia. Un nuovo tentativo di attacco del raggruppamento italo-tedesco iniziato la notte stessa terminò nella mattina del 22 febbraio con un fallimento, mentre, dopo qualche incertezza e alcuni contrasti tra i generali americani Fredendall, Terry Allen (comandante della 1ª divisione fanteria) e Robinett (Combat Command B della 1ª divisione corazzata), gli statunitensi riuscirono, nel pomeriggio del 22, a organizzare un efficace contrattacco che mise in difficoltà il raggruppamento dell'Afrika Korps, già in ripiegamento di nuovo verso il passo di Kasserine. Le forze italiane della "Centauro" subirono perdite e gli americani poterono riguadagnare una parte del terreno perduto bloccando definitivamente l'avanzata dell'Asse lungo quella direttrice. Anche le forze aeree Alleate riguadagnarono la superiorità sul campo di battaglia e colpirono duramente i concentramenti nemici.
Fin dal pomeriggio del 22 febbraio, peraltro, Rommel e Kesselring, recatisi sul posto, avevano deciso, di fronte alla crescente ed efficace resistenza, alle difficoltà di rifornimento delle loro forze e alla superiorità materiale del nemico, di sospendere ulteriori tentativi offensivi verso Thala, Le Kef o Tébessa e di iniziare per tempo un ordinato ripiegamento generale verso Kasserine. In quello stesso giorno era anche fallito il tentativo del generale von Arnim di collaborare all'offensiva principale con un attacco di sostegno nella regione di Pichon.
Il tempestivo ripiegamento delle forze italo-tedesche del feldmaresciallo Rommel era in parte dovuto anche ai crescenti timori di uno schiacciante attacco della 8ª armata britannica del generale Montgomery, ormai arrivata in forze sulla linea del Mareth, e quindi alla necessità di rafforzare le difese del settore con una parte dei reparti impegnati a Kasserine. Iniziata il 23 febbraio, la ritirata delle forze dell'Asse si svolse con regolarità e in buon ordine, scarsamente incalzata dalle prudenti forze Alleate, i cui comandanti (specialmente i generali Anderson e Fredendall) dimostrarono ancora una volta eccessivi timori, slancio insufficiente e carente capacità di valutazione tattico-operativa. Il generale britannico Harold Alexander, nominato al comando solo dal 18 febbraio del cosiddetto 18º Gruppo d'armate (raggruppante tutte le forze Alleate combattenti in Nordafrica) sollecitò soprattutto il generale Montgomery a intraprendere azioni più attive per alleggerire la pressione nemica sulla 1ª armata di Anderson.
Per contro, l'aviazione Alleata sferrò alcuni duri attacchi sul passo di Kasserine, che accelerarono il ripiegamento delle forze di Rommel, le quali il 25 febbraio abbandonarono il passo senza essere contrastate dalle forze Alleate, impegnate in un inefficace inseguimento a distanza e intralciate da ben posizionati campi di mine e da azioni di retroguardia delle truppe italo-tedesche, oltre che dalla distruzione di tutti i ponti tra Sbiba e Sbeitla e attorno a Kasserine. Si concluse in questo modo l'ultima grande offensiva dell'Asse in Nordafrica, dopo aver conseguito alcune brillanti vittorie tattiche, aver inflitto pesanti perdite alle inesperte forze nemiche ma senza aver potuto raggiungere, per carenze di equipaggiamenti e di rifornimenti ma anche per contrasti tra i comandanti tedeschi e per confusione nella catena di comando, risultati strategici decisivi.

## Conseguenze
(Commento del generale Omar Bradley, nelle sue memorie, sull'esercito americano durante la campagna di Tunisia)
Dopo la battaglia, entrambe le parti studiarono i risultati. Rommel apprezzò molto l'equipaggiamento americano (abbondante e moderno) ma rilevò anche la mancanza di esperienza dei comandanti e delle truppe statunitensi, per il momento molto inferiori ai reparti britannici già esperti di guerra nel deserto. Egli diede giudizi comunque lusinghieri su alcune unità statunitensi, come il II battaglione del 13º reggimento corazzato della 1ª divisione corazzata statunitense che si batté bene a Sbeitla e a Thala e i reparti di artiglieria della 9ª divisione fanteria. Altri reparti americani invece cedettero completamente a Sidi Bou Zid e a Kasserine (come il 1º reggimento corazzato, il 168º e il 26º reggimento fanteria, il 6º reggimento meccanizzato) e furono sbaragliati dalle truppe tedesche, abbandonando grandi quantità di veicoli e materiali. Per un po' di tempo dopo la battaglia infatti le unità tedesche impiegarono grandi numeri di veicoli catturati agli statunitensi, migliorando la loro insufficiente motorizzazione.
Le Panzer-Division, pur dotate di un numero molto minore di carri armati, dimostrarono ripetutamente la loro netta superiorità operativa nei confronti delle forze corazzate Alleate ed in particolare, guidate da ufficiali esperti e preparati come Helmut Hudel e Rudolf Gerhardt (Panzer-regiment 7, 10. Panzer-Division), Werner Grün (Panzer-regiment 5, 21. Panzer-Division) e Hans-Günther Stotten (Panzer-regiment 8, 15. Panzer-Division), inflissero una serie di dure sconfitte agli inesperti reparti di carri americani.

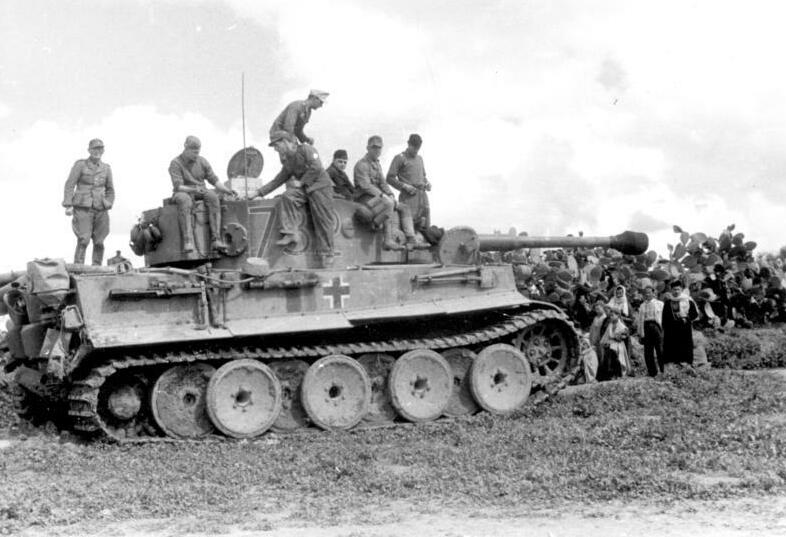
Un carro armato pesante Tiger durante la campagna di Tunisia

Gli statunitensi, peraltro, appresero la dura lezione e attuarono immediatamente importanti modifiche della loro organizzazione, delle tattiche e delle modalità operative. In primo luogo, il comandante del 2º corpo d'armata, generale Lloyd Fredendall, venne sollevato dall'incarico e assegnato ad un incarico non operativo per il resto della guerra. Eisenhower ebbe conferma attraverso il generale Omar Bradley e il generale Ernest Harmon (comandante della 2ª divisione corazzata statunitense, schierata in Marocco), che i subordinati di Fredendall non avevano alcuna fiducia nelle sue qualità di comando; anche il comandante della 1ª armata britannica, tenente generale Kenneth Anderson, riteneva Fredendall un incompetente.
Il 6 marzo il generale George Patton (ufficiale particolarmente energico ed esperto di guerra corazzata, al momento in Marocco con il 1º corpo corazzato, in seguito trasformato nella 7ª armata statunitense per l'operazione Husky) venne posto al comando del 2º corpo con il compito di migliorarne il rendimento e risollevare il prestigio dell'esercito americano. Bradley venne nominato assistente del comandante di corpo e avrebbe ben presto assunto il comando egli stesso. Diversi altri ufficiali vennero rimossi o promossi. Il generale Stafford Leroy Irwin, che aveva comandato con perizia l'artiglieria della 9ª divisione americana a Thala, divenne in seguito un comandante di divisione di valore sul fronte occidentale.

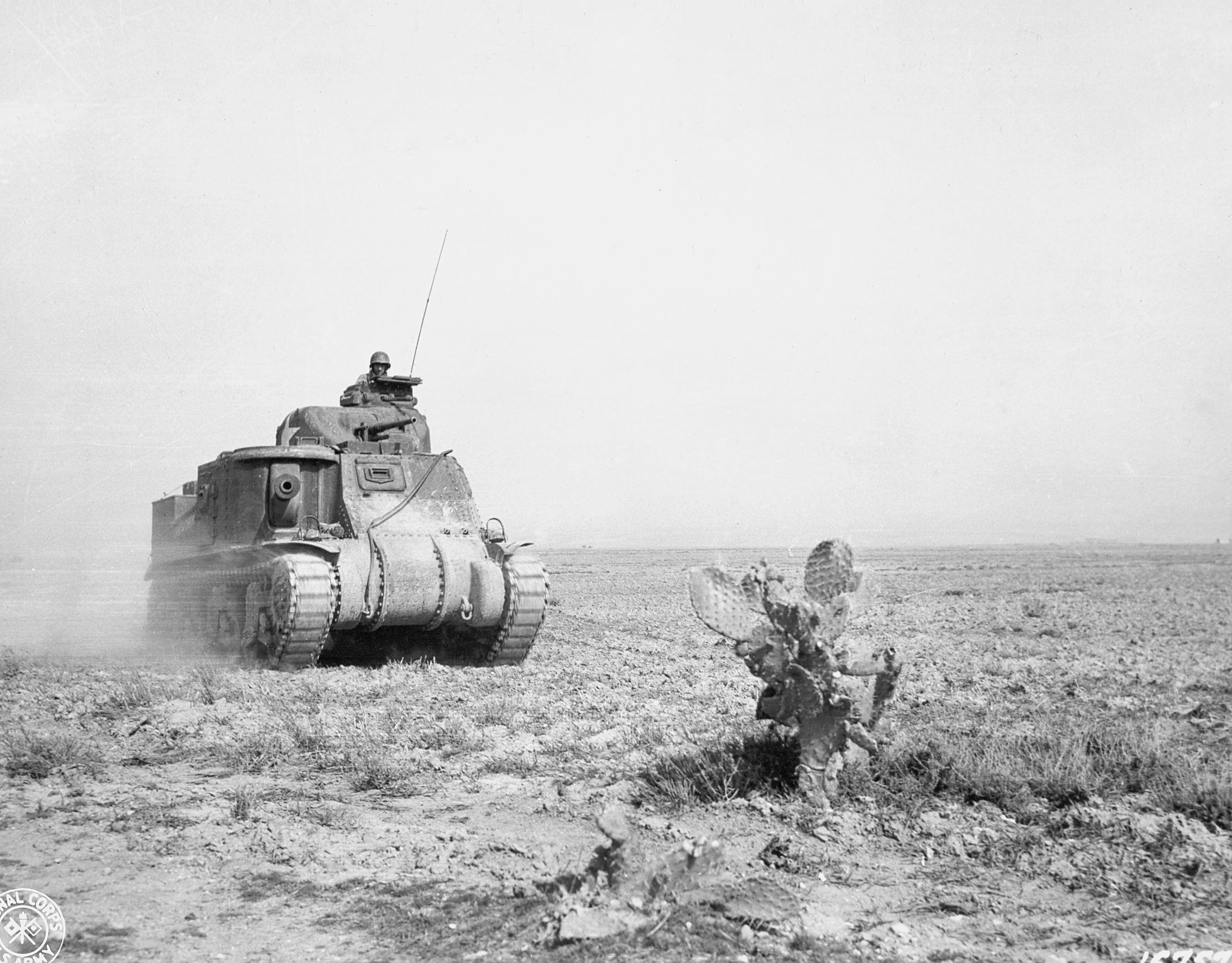
Un carro armato Lee avanza in supporto alle forze americane durante la battaglia del passo di Kasserine

I comandanti subordinati vennero sollecitati a prendere decisioni autonomamente secondo le circostanze, senza attendere autorizzazioni formali dell'alto comando, e vennero invitati a mantenere i posti di comando tattici vicini alle truppe combattenti. Per contro, il generale Fredendall aveva costruito un elaborato quartier generale fortificato, a grande distanza dal fronte, isolandosi dai reparti sul campo. Vennero compiuti sforzi per migliorare le azioni di artiglieria su richiesta e di supporto aereo, che erano state in precedenza difficili da coordinare. Mentre le pratiche di artiglieria su richiesta statunitensi migliorarono notevolmente e diventarono le più efficienti tra tutti gli eserciti della seconda guerra mondiale (secondo le moderne tecniche del TOT, Time on Target); il problema di coordinare il supporto aereo ravvicinato non venne risolto soddisfacentemente fino allo sbarco in Normandia, più di un anno dopo.
Il 2º corpo d'armata iniziò a combattere cercando di mantenere maggiormente la coesione e il collegamento dei reparti, invece di suddividerli in piccole unità con missioni distinte, e anche se dimostrò, nonostante l'energia del generale Patton, ancora notevoli difficoltà nelle azioni offensive (per esempio a El Guettar), nella fase finale della campagna di Tunisia evidenziò finalmente capacità tattica e slancio nell'azione.
Dopo il demoralizzante impatto iniziale con la realtà della guerra e con le capacità di combattimento del nemico tedesco, l'esercito americano, riccamente equipaggiato e guidato da alcuni comandanti ormai esperti e preparati, avrebbe svolto negli anni seguenti il ruolo principale nelle campagne in Italia e sul fronte occidentale, fino alla vittoria finale.

## Risultati dell'operazione
La battaglia di Kasserine fu l'ultimo vero successo tattico-operativo delle forze-italo tedesche in Africa e una delle più pesanti sconfitte subite dall'esercito americano nella seconda guerra mondiale, e confermò ancora una volta la grande capacità tedesca nelle operazioni mobili con mezzi meccanizzati dando occasione al feldmaresciallo Rommel di conseguire un ultimo successo prima del suo ritorno in Europa il 7 marzo 1943. In realtà Rommel rimase sempre pessimista sulla possibilità da parte delle forze dell'Asse di prolungare la resistenza in terra d'Africa e inizialmente aveva considerato la battaglia in Tunisia completamente senza speranza, consigliando a Hitler di organizzare una metodica ritirata combattuta cercando di infliggere il massimo dei danni al nemico prima di reimbarcarsi per il continente, salvando uomini e materiali.

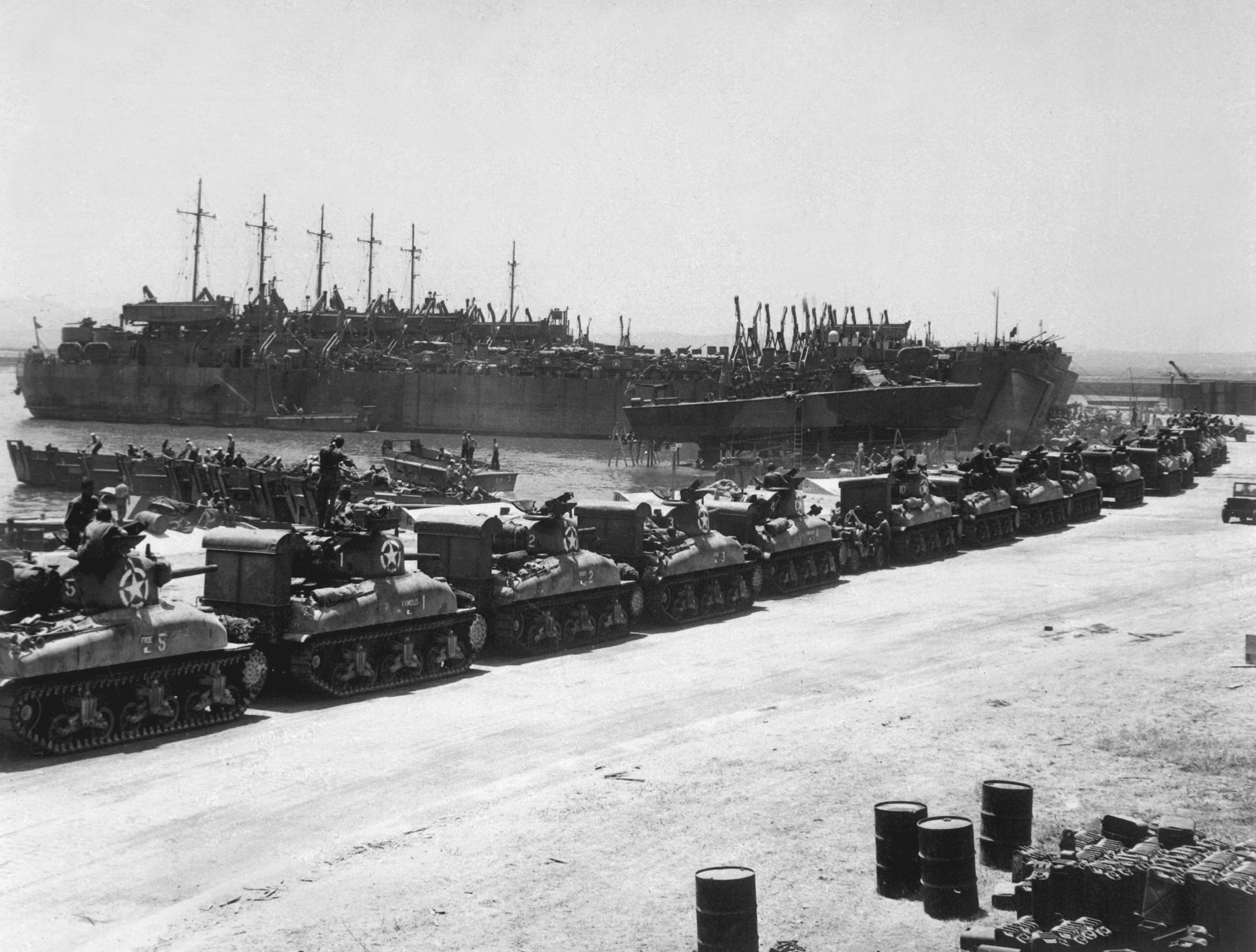
Colonna di carri americani M4 Sherman in Nordafrica

Tuttavia, dopo i primi e clamorosi successi contro le forze corazzate americane da parte delle esperte Panzer-Division del generale Ziegler a Faïd e a Sidi Bou Zid, il feldmaresciallo sperò per un momento di poter ottenere una grande vittoria strategica con una vasta manovra aggirante su Tebessa, rigettando il nemico in Algeria, piano accolto con scetticismo dal prudente generale von Arnim, che trattenne una parte delle sue forze intralciando i piani di Rommel, mentre Kesselring sembrò mantenere una visione più ottimistica dei possibili risultati.
In realtà la sproporzione delle forze sul campo era troppo netta e quindi vaste manovre strategiche erano probabilmente irrealistiche e destinate al fallimento, anche se Rommel lamentò lo scarso sostegno da parte di von Arnim e gli intralci degli alti comandi italo-tedeschi, che rifiutarono i suoi piani di attacco su Tébessa preferendo sviluppare una manovra più prudente su Thala e Le Kef. Nei giorni dell'offensiva di Kasserine, il generale von Arnim continuò soprattutto a pianificare un suo ambizioso attacco più a nord impiegando anche il grosso del reparto di Tiger (operazione Ochsenkopf, che sarebbe fallita alla fine di febbraio). Solo il 23 febbraio giunse, dai comandi superiori italo-tedeschi, la nomina di Rommel a comandante generale in Nordafrica (gruppo d'armate Afrika), ma era ormai troppo tardi per assicurare un miglior coordinamento delle operazioni dell'Asse.
Opportunamente Kesselring e Rommel, di fronte al continuo rafforzamento dello schieramento difensivo nemico, interruppero gli attacchi su Thala e Sbiba prima che gli Alleati passassero alla controffensiva con la loro schiacciante superiorità materiale e quindi conclusero la loro breve offensiva con rilevanti risultati tattici, dopo aver intimidito gli avversari e aver inflitto perdite molto superiori a quelle subite. Alla lunga, tuttavia, la netta superiorità di mezzi e uomini Alleata avrebbe preso il sopravvento e, nonostante alcuni errori operativi del comando anglo-americano e l'inesperienza delle truppe Alleate, le sempre più esigue forze dell'Asse sarebbero state costrette a combattere un'aspra lotta difensiva (affidata al generale von Arnim, succeduto a Rommel nel comando supremo in Africa) fino alla resa finale del 13 maggio 1943.

## Nella cultura di massa
- Nel film premio Oscar Patton, generale d'acciaio, la scena di apertura (dopo il famoso discorso di Patton prima dei titoli di testa) mostra il generale Omar Bradley (interpretato da Karl Malden) che esamina le perdite statunitensi dopo la battaglia del passo di Kasserine.
- Nel film Salvate il soldato Ryan, il sergente Horvath (Tom Sizemore) menziona di essere stato con il capitano (John Miller) fin dal passo di Kasserine.
- Nel film Il grande uno rosso, la prima grande battaglia cui partecipa l'unità è quella del passo di Kesserine, dove gli uomini si ritirano e un sergente viene catturato.
- In Marvel Comics' Fury: Peacemaker, gli episodi 1 e 2 della sesta serie parlano di questa battaglia.
- Nel videogioco Medal of Honor: Allied Assault nell'espansione Breakthrough, la prima missione è ambientata a Kasserine.
- Nel videogioco Call of Duty 2: Big Red One, la terza missione è ambientata in una difesa statunitense al passo di Kasserine.
- Nel videogioco Codename: Panzers Phase II, la terza missione nella campagna Alleata consiste nella difesa del passo Kasserine.
- Nel videogioco The Operational Art of War, uno degli scenari riproduce la battaglia di Kasserine.
- Nel videogioco Sniper Elite 3, la sesta missione è ambientata al passo di Kasserine.
- Nel videogioco World of Tanks, Kasserine è una delle mappe di battaglia contemplate nel gioco.